# Cillian Murphy
Cillian Murphy (/ˈkɪliən/; sinh ngày 25 tháng 5 năm 1976) là một nam diễn viên người Ireland. Khởi nghiệp là một ca sĩ, tuy nhiên anh từ chối một hợp đồng thu âm vào cuối những năm 1990 để bắt đầu tham gia diễn xuất trên sân khấu và trong các bộ phim ngắn và độc lập. Các vai diễn điện ảnh đáng chú ý đầu tiên của anh bao gồm Darren trong bộ phim truyền hình Disco Pigs (2001), Jim trong phim kinh dị zombie 28 Days Later (2002), John trong bộ phim hài đen tối Intermission (2003), Jackson Rippner trong bộ phim hành động kinh dị Red Eye(2005), và Patrick "Kitten" Braden trong bộ phim hài - chính kịch Breakfast on Pluto (2005). Trong buổi biểu diễn cuối cùng, anh đã được đề cử Giải Quả cầu vàng cho Nam diễn viên chính xuất sắc nhất trong nhạc kịch hoặc hài kịch và giành được Giải thưởng Điện ảnh và Truyền hình Ireland cho Nam diễn viên chính xuất sắc nhất.
Murphy được biết đến với sự hợp tác của anh với đạo diễn Christopher Nolan, đóng vai Scarecrow trong bộ ba phim siêu anh hùng The Dark Knight (2005–2012) và xuất hiện trong bộ phim giật gân hành động khoa học viễn tưởng Inception (2010), bộ phim chiến tranh Dunkirk (2017), và trong bộ phim tiểu sử sắp tới Oppenheimer (2023) với tư cách là nhà vật lý tiêu biểu. Các bộ phim khác mà anh đã xuất hiện bao gồm phim chiến tranh The Wind That Shakes the Barley (2006), phim kinh dị khoa học viễn tưởng Sunshine (2007), phim hành động khoa học viễn tưởng In Time (2011), Jozef Gabčík trong phim chiến tranh Anthropoid (2016), và Emmett trong phim kinh dị A Quiet Place Part II (2021). Kể từ năm 2013, anh đóng vai Tommy Shelby trong bộ phim truyền hình tội phạm Peaky Blinders của BBC, bộ phim mà anh đã giành được Giải thưởng Điện ảnh và Truyền hình Ireland cho Nam diễn viên chính xuất sắc nhất năm 2017 và 2018.
Năm 2011, Murphy đã giành được Giải thưởng Nhà hát của Thời báo Ireland cho Nam diễn viên chính xuất sắc nhất và Giải Bàn kịch cho Màn trình diễn solo xuất sắc với vở kịch một người là Misterman. Năm 2020, anh được xếp hạng thứ 12 trong danh sách những diễn viên điện ảnh Ireland vĩ đại nhất của The Irish Times. Anh kết hôn với nghệ sĩ thị giác người Ireland Yvonne McGuinness, người mà anh có hai con trai; họ cư trú ở Dublin.

## Danh sách phim

### Điện ảnh
| Năm  | Phim                            | Vai diễn                       | Đạo diễn                   | Ghi chú                        |
| ---- | ------------------------------- | ------------------------------ | -------------------------- | ------------------------------ |
| 1997 | Quando                          | CC                             | Declan Recks               | Phim ngắn                      |
| 1998 | The Tale of Sweety Barrett      | Pat the Barman                 | Stephen Bradley            |                                |
| 1999 | Eviction                        | Brendan McBride                | Tom Waller                 | Phim ngắn                      |
| 1999 | Sunburn                         | Davin McDerby                  | Nelson Hume                |                                |
| 1999 | At Death's Door                 | Grim Reaper, Jr.               | Conor Morrissey            | Phim ngắn                      |
| 1999 | The Trench                      | Rag Rockwood                   | William Boyd               |                                |
| 2000 | Filleann an Feall               | Ger                            | Frankie McCafferty         | Phim ngắn                      |
| 2000 | A Man of Few Words              | Best man                       | Terence White              | Phim ngắn                      |
| 2001 | On the Edge                     | Jonathan Breech                | John Carney                |                                |
| 2001 | How Harry Became a Tree         | Gus                            | Goran Paskaljevic          |                                |
| 2001 | Disco Pigs                      | Darren / Pig                   | Kirsten Sheridan           |                                |
| 2001 | Watchmen                        | Phil                           | Paloma Baeza               | Phim ngắn                      |
| 2002 | 28 Days Later                   | Jim                            | Danny Boyle                |                                |
| 2003 | Intermission                    | John                           | John Crowley               |                                |
| 2003 | Girl with a Pearl Earring       | Pieter                         | Peter Webber               |                                |
| 2003 | Cold Mountain                   | Bardolph                       | Anthony Minghella          |                                |
| 2003 | Zonad                           | Guy Hendrickson                | John Carney Kieran Carney  | Phim ngắn                      |
| 2005 | Batman Begins                   | Dr. Jonathan Crane / Scarecrow | Christopher Nolan          |                                |
| 2005 | Red Eye                         | Jackson Rippner                | Wes Craven                 |                                |
| 2005 | Breakfast on Pluto              | Patrick "Kitten" Braden        | Neil Jordan                |                                |
| 2006 | The Silent City                 |                                | Ruairí Robinson            | Phim ngắn                      |
| 2006 | The Wind That Shakes the Barley | Damien O'Donovan               | Ken Loach                  |                                |
| 2007 | Sunshine                        | Robert Capa                    | Danny Boyle                |                                |
| 2007 | Watching the Detectives         | Neil                           | Paul Soter                 |                                |
| 2008 | The Dark Knight                 | Dr. Jonathan Crane / Scarecrow | Christopher Nolan          | Khách mời                      |
| 2008 | The Edge of Love                | William Killick                | John Maybury               |                                |
| 2008 | Waveriders                      | Narrator (voice)               | Joel Conroy                | Phim tài liệu                  |
| 2009 | Perrier's Bounty                | Michael McCrea                 | Ian Fitzgibbon             |                                |
| 2009 | The Water                       | Son                            | Kevin Drew                 | Phim ngắn                      |
| 2010 | Peacock                         | John / Emma Skillpa            | Michael Lander             |                                |
| 2010 | Hippie Hippie Shake             | Richard Neville                | Beeban Kidron              | Không được phát hành           |
| 2010 | Inception                       | Robert Fischer                 | Christopher Nolan          |                                |
| 2010 | Tron: Legacy                    | Edward Dillinger, Jr.          | Joseph Kosinski            | Khách mời không được công nhận |
| 2011 | Retreat                         | Martin                         | Carl Tibbetts              |                                |
| 2011 | In Time                         | Raymond Leon                   | Andrew Niccol              |                                |
| 2012 | Red Lights                      | Tom Buckley                    | Rodrigo Cortés             |                                |
| 2012 | Broken                          | Mike Kiernan                   | Rufus Norris               |                                |
| 2012 | The Dark Knight Rises           | Dr. Jonathan Crane / Scarecrow | Christopher Nolan          | Khách mời                      |
| 2013 | Harriet and the Matches         | Cat (voice)                    | Miranda Howard-Williams    | Phim ngắn                      |
| 2014 | Aloft                           | Ivan                           | Claudia Llosa              |                                |
| 2014 | Transcendence                   | Agent Donald Buchanan          | Wally Pfister              |                                |
| 2014 | From the Mountain               | Narrator (voice)               | Michael John Whelan        | Phim ngắn                      |
| 2015 | In the Heart of the Sea         | Matthew Joy                    | Ron Howard                 |                                |
| 2016 | Anthropoid                      | Jozef Gabčík                   | Sean Ellis                 |                                |
| 2016 | Free Fire                       | Chris                          | Ben Wheatley               |                                |
| 2017 | The Party                       | Tom                            | Sally Potter               |                                |
| 2017 | Dunkirk                         | Shivering Soldier              | Christopher Nolan          |                                |
| 2018 | The Delinquent Season           | Jim                            | Mark O'Rowe                |                                |
| 2018 | The Overcoat                    | Akaky (voice)                  | Meelis Arulepp Sean Mullen | Phim ngắn                      |
| 2019 | Anna                            | Lenny Miller                   | Luc Besson                 |                                |
| 2020 | A Quiet Place Part II           | Emmett                         | John Krasinski             |                                |
| 2021 | All of This Unreal Time         | Man                            | Aoife McArdle              | Phim ngắn                      |
| 2023 | Oppenheimer                     | J. Robert Oppenheimer          | Christopher Nolan          |                                |
| TBA  | Kensuke's Kingdom               | Dad                            | Neil Boyle Kirk Hendry     | Lồng tiếng                     |

### Truyền hình
| Năm       | Tiêu đề                              | Vai diễn                     | Ghi chú                      |
| --------- | ------------------------------------ | ---------------------------- | ---------------------------- |
| 2001      | The Way We Live Now                  | Paul Montague                | 4 tập                        |
| 2013–2022 | Peaky Blinders                       | Thomas Shelby                | Vai chính; giám đốc sản xuất |
| 2015      | Atlantic: The Wildest Ocean on Earth | Người dẫn chuyện (giọng nói) | 3 tập                        |
| 2019      | The Irish Revolution                 | Người dẫn chuyện (giọng nói) | 3 tập                        |
| 2020      | Fight for First: Excel Esports       | Người dẫn chuyện (giọng nói) | 5 tập                        |
|           |                                      |                              |                              |

### Video âm nhạc
| Năm  | Tiêu đề                    | Nghệ sỹ               | Ghi chú       |
| ---- | -------------------------- | --------------------- | ------------- |
| 2009 | The Water                  | Feist                 |               |
| 2011 | Winter Beats               | I Break Horses        |               |
| 2013 | Hold Me Forever            | Money                 | Director only |
| 2015 | The Clock                  | Paul Hartnoll         |               |
| 2016 | Stages                     | The Frank and Walters | Voice         |
| 2017 | The Ways                   | Allred and Broderick  |               |
| 2017 | The Meetings Of The Waters | Fionn Regan           |               |

### Trò chơi điện tử
| Năm  | Tiêu đề                           | Vai lồng tiếng                 |
| ---- | --------------------------------- | ------------------------------ |
| 2005 | Batman Begins                     | Dr. Jonathan Crane / Scarecrow |
| TBA  | Peaky Blinders: The King's Ransom | Thomas Shelby                  |

### Rạp hát
| Năm       | Tiêu đề                                 | Vai diễn      | Địa điểm                                                                  |
| --------- | --------------------------------------- | ------------- | ------------------------------------------------------------------------- |
| 1996–1998 | Disco Pigs                              | Darren/"Pig"  | World tour                                                                |
| 1998      | Much Ado About Nothing                  | Claudio       | Kilkenny Castle                                                           |
| 1999      | The Country Boy                         | Curly         | Town Hall Theatre                                                         |
| 1999      | Juno and the Paycock                    | Johnny Boyle  | Gaiety Theatre                                                            |
| 2002      | The Shape of Things                     | Adam          | Gate Theatre                                                              |
| 2003      | The Seagull                             | Konstantine   | Edinburgh International Festival                                          |
| 2004      | The Playboy of the Western World        | Christy Mahon | Town Hall Theater                                                         |
| 2006      | Love Song                               | Beane         | Ambassadors Theatre                                                       |
| 2010      | From Galway to Broadway and back again. | Christy Mahon | Town Hall Theatre                                                         |
| 2011–2012 | Misterman                               | Thomas Magill | Galway Arts FestivalRoyal National TheatreSt. Ann's Warehouse             |
| 2014      | Ballyturk                               | No. 1         | Galway Arts FestivalOlympia TheatreCork Opera HouseRoyal National Theatre |
| 2018–2019 | Grief is the Thing with Feathers        | Crow, Dad     | Black Box Theatre O'Reilly Theatre Barbican CentreSt. Ann's Warehouse     |

## Giải thưởng và đề cử
| Năm  | Phim                                                | Giải thưởng                                         | Hạng mục                                                   | Kết quả   | Nguồn  |
| ---- | --------------------------------------------------- | --------------------------------------------------- | ---------------------------------------------------------- | --------- | ------ |
| 2002 | Disco Pigs                                          | Ourense Independent Film Festival Award             | Best Actor                                                 | Đoạt giải | [ 12 ] |
| 2003 | 28 Days Later                                       | Empire Award                                        | Best Newcomer                                              | Đề cử     | [ 13 ] |
| 2003 | 28 Days Later                                       | Irish Film & Television Award                       | Best Actor in a Lead Role – Film                           | Đề cử     | [ 13 ] |
| 2004 | 28 Days Later                                       | MTV Movie Award                                     | Best Breakthrough Performance                              | Đề cử     | [ 14 ] |
| 2005 | Batman Begins                                       | Irish Film & Television Award                       | Actor in a Supporting Role – Film                          | Đề cử     | [ 15 ] |
| 2005 | Red Eye                                             | Irish Film & Television Award                       | Best Actor in a Lead Role – Film                           | Đề cử     | [ 15 ] |
| 2005 | Breakfast on Pluto                                  | Satellite Award                                     | Outstanding Actor in a Motion Picture, Comedy or Musical   | Đề cử     | [ 16 ] |
| 2006 | Batman Begins                                       | London Film Critics' Circle Award                   | British Supporting Actor of the Year                       | Đề cử     |        |
| 2006 | Breakfast on Pluto                                  | Golden Globe Award                                  | Best Actor – Motion Picture Musical or Comedy              | Đề cử     | [ 17 ] |
| 2006 | Red Eye                                             | Saturn Award                                        | Best Supporting Actor                                      | Đề cử     | [ 18 ] |
| 2006 | Breakfast on Pluto, The Wind That Shakes the Barley | European Film Award                                 | Best Actor                                                 | Đề cử     | [ 19 ] |
| 2006 | The Wind That Shakes the Barley                     | British Independent Film Award                      | Best Performance by an Actor in a British Independent Film | Đề cử     | [ 14 ] |
| 2006 | The Wind That Shakes the Barley                     | Dublin Film Critics' Circle Award                   | Best Actor                                                 | Đề cử     | [ 14 ] |
| 2006 | The Wind That Shakes the Barley                     | GQ UK Award                                         | Actor of the Year                                          | Đoạt giải | [ 20 ] |
| 2007 | The Wind That Shakes the Barley                     | BAFTA Award                                         | Rising Star                                                | Đề cử     | [ 21 ] |
| 2007 | The Wind That Shakes the Barley                     | Irish Film & Television Award                       | Best Actor in a Lead Role – Film                           | Đề cử     | [ 22 ] |
| 2007 | Breakfast on Pluto                                  | Irish Film & Television Award                       | Best Actor in a Lead Role – Film                           | Đoạt giải | [ 22 ] |
| 2007 | Sunshine                                            | British Independent Film Award                      | Best Performance by an Actor in a British Independent Film | Đề cử     | [ 23 ] |
| 2008 | Sunshine                                            | Irish Film & Television Award                       | Best Actor in a Lead Role – Film                           | Đề cử     | [ 24 ] |
| 2010 | Inception                                           | Washington D.C. Area Film Critics Association Award | Best Ensemble                                              | Đề cử     | [ 25 ] |
| 2010 | Inception                                           | Irish Film & Television Award                       | Actor in a Supporting Role – Film                          | Đề cử     | [ 26 ] |
| 2010 | Perrier's Bounty                                    | Irish Film & Television Award                       | Actor in a Leading Role – Film                             | Đề cử     | [ 26 ] |
| 2012 | Misterman                                           | Irish Times Theatre Award                           | Best Actor                                                 | Đoạt giải | [ 27 ] |
| 2012 | Misterman                                           | Drama Desk Award                                    | Outstanding One-Person Show                                | Đoạt giải | [ 28 ] |
| 2012 | Broken                                              | British Independent Film Award                      | Best Supporting Actor                                      | Đề cử     | [ 29 ] |
| 2015 | Peaky Blinders                                      | Irish Film & Television Award                       | Best Actor in a Lead Role in Drama                         | Đề cử     | [ 30 ] |
| 2017 | Peaky Blinders                                      | National Television Award                           | Best Drama Performance                                     | Đề cử     | [ 31 ] |
| 2017 | Anthropoid                                          | Czech Lion Award                                    | Best Actor in Leading Role                                 | Đề cử     | [ 32 ] |
| 2018 | Peaky Blinders                                      | Irish Film & Television Award                       | Best Actor in a Lead Role in Drama                         | Đoạt giải | [ 33 ] |
| 2020 | Peaky Blinders                                      | National Television Awards                          | Best Drama Performance                                     | Đoạt giải | [ 34 ] |
| 2020 | Peaky Blinders                                      | Irish Film & Television Award                       | Best Actor in a Lead Role in Drama                         | Đề cử     | [ 35 ] |
| 2021 | A Quiet Place Part II                               | Hollywood Critics Association Midseason Film Award  | Best Supporting Actor                                      | Đoạt giải | [ 36 ] |
| 2022 | A Quiet Place Part II                               | Critics' Choice Super Award                         | Best Actor in a Horror Movie                               | Đề cử     | [ 37 ] |
| 2024 | Oppenheimer                                         | 96th Academy Awards                                 | Best Actor                                                 | Đoạt giải | [ 1 ]  |